# Orbán–Simicska-konfliktus
Az Orbán–Simicska-konfliktus a magyar média által használt kifejezés Orbán Viktor miniszterelnök, Fidesz-elnök és Simicska Lajos üzletember, médiatulajdonos között 2014-től kialakult konfliktussorozatára. Kialakulása azért keltett komoly érdeklődést, mivel a politikus és az üzletember egyetemi tanulmányaik óta bizalmas kapcsolatot ápoltak egymással. A konfliktus meghatározó része a magyar politikai és gazdasági élet változásainak a harmadik Orbán-kormány megalakulása óta. Ennek részleteit több tekintetben homály fedi. A korábbi egyetemi kollégiumtársak, akik ismeretsége 1980-ra vezethető vissza, első komolyabb konfliktusukat 2014 áprilisában élték meg, amikor Orbán Viktor személyesen felvázolta Simicskának az akkor megalakuló kormány működésével kapcsolatos elképzeléseit. Ezt követően kapcsolatukban törés állt be, majd napvilágot látott, hogy Orbán fokozatosan eltávolítja a Simicskához köthető politikai és gazdasági háttérembereket. Kapcsolatuk megromlása a kormány tájékoztatási kötelezettségeire is hatással lett, ami erős médiavisszhangot is keltett.
A 2018-as országgyűlési választáson a Fidesz ismét kétharmados többséget szerzett. Simicska két nappal a választás után, április 10-én úgy döntött, hogy érdekeltségeinek nagy részét megszünteti (Magyar Nemzet, Lánchíd Rádió) illetve eladja, kivonulva a médiából. Ezzel véget ért az Orbán–Simicska-konfliktus.

## Előzmények
A Fidesz által 2014-ben szerzett második kétharmados felhatalmazás sok kérdést vetett fel. Míg korábban Orbán határozottan hangsúlyozta, hogy semmilyen változás nem fog történni a második- és harmadik Orbán-kormány politikája között, addig az új kormány megalakulásakor a kormányzati rendszerben nagyobb vezetési konfliktusok jelentkeztek. Simicska a párt korábbi gazdasági igazgatójaként komoly befolyással rendelkezett a Fideszben, és több esetben a vele már korábban együtt dolgozó személyek kerültek kinevezésre fontos állami pozíciókba, így pl. Vida Ildikó NAV-elnök és Németh Lászlóné korábbi fejlesztési miniszter. Simicska Lajos első személycsere-jellegű problémája Seszták Miklós ügyvéd kinevezése volt a Nemzeti Fejlesztési Minisztérium élére, ahol Némethet váltotta.
2014 szeptemberében – utóbb tévesnek bizonyult – álhír látott napvilágot Simicska érdekeltségeinek eladásáról Habony Árpád és Andy Vajna üzleti érdekeltségei részére.
2014. november 21-én a TV2 eladásához kapcsolódóan látott napvilágot a hír, hogy Andy Vajna megkörnyékezte a TV2-t saját üzleti köreihez kapcsolódó produkciókkal. A Fidesszel való kapcsolat romlását jól jelzi, hogy 1999 óta ismét nyilatkozott a médiának a tulajdonában álló Közgép szóvivőjén keresztül, miszerint fontolóra veszi az időközi veszprémi választáson való indulást, ami végül nem történt meg. Később bejelentette, hogy a tapolcai választáson sem kíván indulni.

## Események

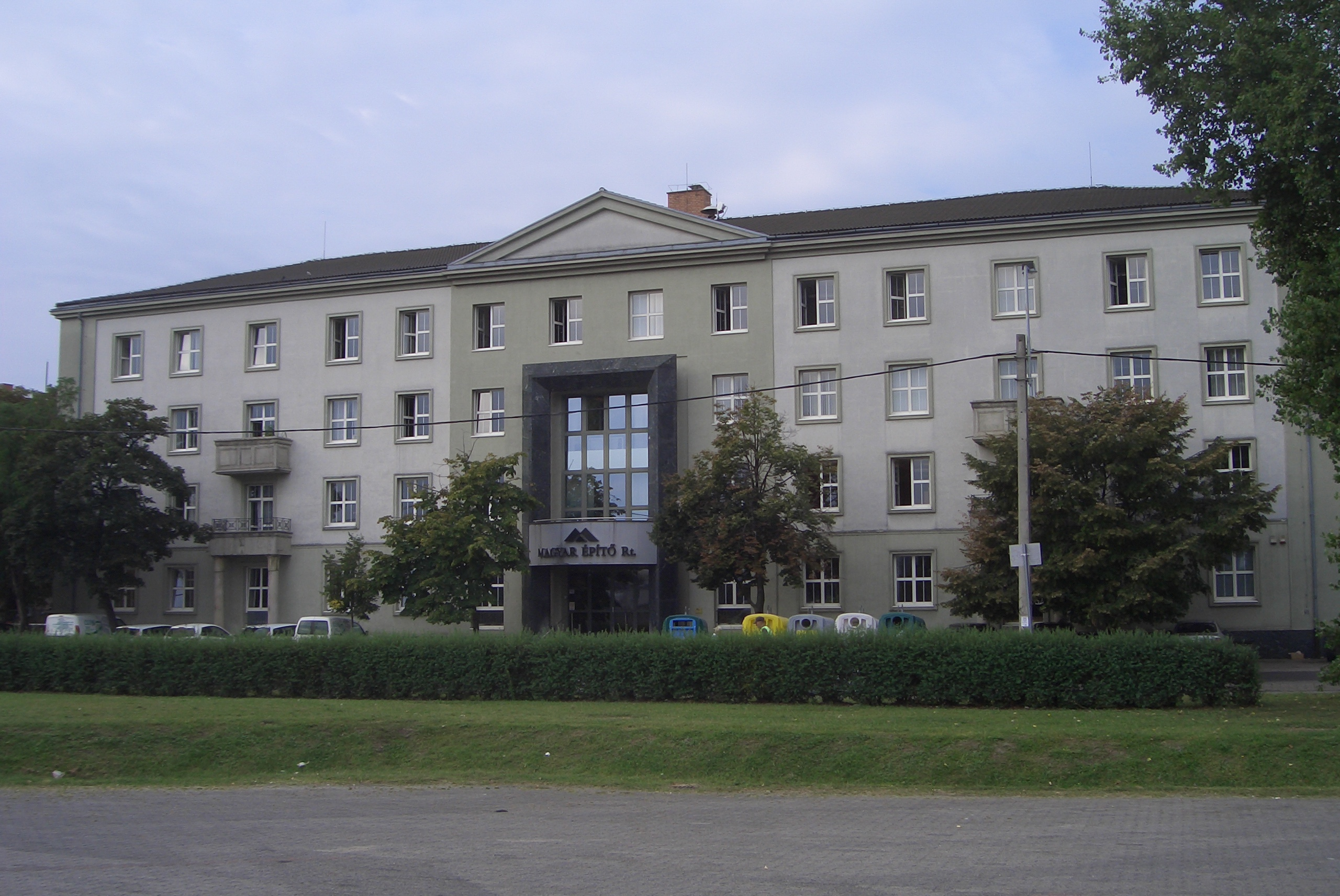
A Magyar Építő ZRt székháza

„Totálissá válhat a médiaháború, ha a kormány valóban bevezeti az RTL-lel való békülés jegyében az ötszázalékos reklámadót.” – nyilatkozta 2015. február 6-án Simicska a Népszavának. Még aznap délelőtt „lelkiismereti okokból” távozott a Magyar Nemzet, a Lánchíd Rádió és a Hír TV vezetésének egy része. Simicska vulgáris kifejezésekkel illette a távozókat és Orbán Viktort, mert szerinte a miniszterelnök állt a távozások mögött. A nap végére Simicska kivásárolta a távozókat a médiabirodalmából és változásokat eszközölt a portfólió vezetésében. Február 10-én Orbán először reagált: „sem én, sem a kormány nem vettünk és veszünk részt ilyen vitákban” – nyilatkozta. Ekkor derült ki, hogy a Duna Aszfalt-csoporthoz tartozó Körösaszfalt Zrt. megszerezte a Magyar Építő Zrt. többségi tulajdonát, Garancsi István cége, a Garrhart Zrt. pedig megszerezte a Market Építő Zrt. 75 százalékát. Február 16-án Simicska lemondott a Hir TV elnöki posztjáról, majd eladta a Nemzeti Lap- és Könyvkiadó Kft. és a Lánchíd Rádió Kft. részesedésének döntő részét a Fonyó Károly tulajdonában lévő Megapolis Media Zrt.-nek és a Pro-Ráta Holding Zrt.-nek. Fonyó lett a Hír TV elnöke, akitől Simicska azt kérte, hogy „állítsa talpra” a Nemzet-csoportot. Február 26-án tíz év után videóüzenetben mondott fel a Hír TV-nél a Célpont műsor stábja, mert szerintük „Orbán nem geci”. „Dehogynem. Geci!” – reagált a felmondásukra Simicska a HVG-nek.
Március 8-án Simicska azt nyilatkozta a Mandinernek, hogy katonakorukban Orbán jelentett róla, amit be is vallott neki, de végül nem írta alá a beszervezési papírokat. „Harminc éven át elhittem neki, hogy így történt” – nyilatkozta. A Miniszterelnökség erre válaszul egy korábbi hivatalos nyilatkozatot küldött a szerkesztőségnek. Március 9-én Orbán a Hir24-nek adott interjúban reagált a vádakra. 11-én Molnár Zsolt, az Országgyűlés nemzetbiztonsági tanácsának MSZP-s elnöke nyílt ülésen hallgatta volna meg Orbánt. 14-én Kövér László kijelentette, hogy „a Magyar Nemzet és a Hír Televízió a mi szempontunkból nem kezelhető másként, mint ellenzéki orgánumként, ahonnan támogatást nem, ellenben támadást, indokolatlan bírálatot bármikor kaphatunk”. 15-én elindult a megújult közmédia. 17-én Orbán nyíltan megfenyegette Simicskát a parlamentben az ügynökvád miatt. 19-én a HVG nyilvánosságra hozta Orbán elhárítási kartonját, amely szerint a kormányfőt 1981/82-ben társadalmi kapcsolatként tartottak számon. Még aznap kilencen adták be felmondásukat a Magyar Nemzetnél. Molnár Zsolt 20-án nyílt levélben is kérte Orbán bizottság előtti tisztázását. 24-én Balog Zoltán a Mandinernek azt mondta, fel kell venni a kesztyűt Simicska ellen. 25-én Orbán levélben tájékoztatta az Országgyűlés nemzetbiztonsági tanácsát, hogy nem vesz részt a testület ülésén. „Semmiféle bojkott nincs a Hír Tévével szemben” – nyilatkozta Lázár János 27-én. 28-án adóvégrehajtást jegyeztetett be a NAV Simicska Közgép Ingatlanfejlesztő Kft.-jére. 31-én Lázár János és Seszták Miklós leállította az M4-es autópálya építését. Hivatalosan az Európai Bizottság feltevése miatt, mert a kivitelező cégek kartellmegállapodást kötöttek, amit később cáfolt a bizottság.
Április 9-én megalapult a Modern Media Group Befektetési és Vagyonkezelő Zrt. Habony Árpád 50 százalékos tulajdonrészével. 16-án Lázár János a Hír TV-t, a Magyar Nemzetet és Simicskát hibáztatta a Fidesz tapolcai időközi választáson elszenvedett vereségéért. A miniszter a Jobbik irányában elfogultnak nevezte Simicskát és a csatornát. Még aznap Garancsi István megvásárolta az ESMA Zrt.-t, ami a villanyoszlopokra kihelyezett hirdetések értékesítési jogát birtokolta. 17-én György Zsombor, a Hír TV felelős szerkesztője Lázár János nyilatkozatára azt reagálta, hogy „Lázár János nemcsak cinikus, hanem egy hazug politikus”. 20-án Rogán Antal az M1 műsorában azt közölte, hogy „csak a vak nem látja, hogy a Magyar Nemzet, a Hír TV és a Lánchíd Rádió egyre közelebb kerül a szélsőjobbhoz”, illetve Lázárt cáfolta és bevallotta, hogy a kormánypárt sajtóosztálya nem szervez többé kötelező programot ezekbe a médiumokba. 30-án kiderült, hogy bár a Közgép öt tenderen is elindult, mégis nem nyert egyetlen közbeszerzést sem.
Május 7-én a Figyelő kormányközeli forrásokra hivatkozva megírta, hogy Orbán még az évben eltávolítana minden Simicskához köthető állami vezetőt. 8-án Balog Zoltán sem nyilatkozott a Hír TV-nek. Sajtóhírek szerint Simicska a Nemzeti Adó- és Vámhivatalon és az akkor azt vezető Vida Ildikón keresztül kívánt visszavágni: Habony Árpádot és Szijjártó Pétert is vizsgálta akkor az adóhatóság. 19-én lemondott posztjáról Németh Miklós, a Magyar Jégkorong Szövetség elnöke, aki a Közgép Zrt. vezérigazgatója is volt. Nyerges Zsolt, Simicska üzlettársa és a Közgép Zrt. vezetője 30-án családjával Amerikába költöztek egy évre.
Június 10-én a Közgépet kizárták a BKK egy felüljáró felújítására kiírt közbeszerzéséről, mert túl olcsó ajánlatot adtak. 12-én a Közgép nyerte a Nagykanizsát elkerülő út megépítésére kiírt közbeszerzési eljárást. „Amíg az önök tulajdonosa az, aki megsértette a miniszterelnököt, aki jó barátom, addig önöknek nem tudok nyilatkozni” – mondta a Magyar Nemzetnek Balog Zoltán 17-én. 18-án a Magyar Villamos Művek elnök-vezérigazgatója, Baji Csaba kezdeményezte lemondását, a HVG szerint azért, mert Simicska köréhez tartozott. 24-én Sánta Jánoshoz került a Napi Gazdaság 49 százalékos tulajdonrésze, akit Lázár legszűkebb környezetéhez sorolnak. 30-án leváltották Szentpétery Kálmánt a Szerencsejáték Zrt. elnök-vezérigazgatóját, helyére Braun Márton került.
Július 6-án az MKB Bank megszüntette támogatását a Simicska-közeli veszprémi kézilabdacsapatnak. 17-én a Közbeszerzési Döntőbizottság három évre kizárta a Közgépet minden eljárásból, a Közgép bírósághoz fordult. 20-án a két hónapos felmondási idő lejártával lemondott a NAV elnöke, Vida Ildikó. 30-án kiderült, hogy kormányzati körök meg akarták vásárolni a Heti Választ.
Augusztus 7-én a Közgép a Közigazgatási és Munkaügyi Bírósághoz fordult a Közbeszerzési Döntőbizottság (KDB) határozatával szemben. 8-án két kormányközeli ügynökség nyerte Nemzeti Kommunikációs Hivatal 25 milliárd forintos reklámtenderét, ellenben az Inter Media Group Kft. nem is pályázott. 16-ától újra indulhat a Közgép a közbeszerzési pályázatokon, miután a Fővárosi Közigazgatási és Munkaügyi Bíróság felfüggesztette az eltiltó határozatot. „Úgy gondolom, hogy ez egy politikai akció része, és örülök annak, hogy a bíróság megfelelő döntést hozott” – nyilatkozta 17-én Simicska a Klubrádiónak. 18-án elindult Habonyék kormánypárti portálja, a 888.hu. 22-én arculatváltáson esett át a Hír TV, valamint a műsorstruktúrát is érte változás. 24-én kiderült, hogy a bírósági határozat elleni fellebbezésnek nincs halasztó hatálya és a Közgép még mindig kizártak listáján szerepelt a KDB honlapján. 30-án egyoldalúan szerződést bontott a fővárosi közgyűlés Simicska Mahir Cityposter Kft. reklámcégével.
Október 13-án a Figyelő megírta, hogy két hónapos tárgyalássorozat után Andy Vajna körülbelül 20 milliárd forintért megvette a TV2 Média Csoport Kft. 100 százalékos üzletrészét és a CEE Broadcasting Limited alaptőkéjének 100 százalékát megtestesítő részvényeit. 15-én Fonyó Károly üzletember Megapolis Media Zrt.-je közölte, hogy 13-án megvásárolta a TV2 Media Group Holdings Kft. 100 százalékos üzletrészét, ám a vételárat nem közölték.

## Üzleti kérdések problémája

### Reklámadó
A korábbi források szerint a 2014-ben bevezetett reklámadó Simicska érdekeltségeit is befolyásolta volna, ami meglepte az üzletembert. A felállítandó Nemzeti Kommunikációs Ügynökség hatással volt a korábban a Simicska érdekeltségekben rendszeresen hirdető állami cégek (így pl. a Szerencsejáték Zrt., a Magyar Villamos Művek, vagy a Magyar Posta) médiapiaci szerepléseire, így nem köthetnek a továbbiakban cégenként szerződéseket médiamegjelenéseikről.

### Médiamegjelenések
2002 után a magát 2002-ben ellenzékivé nyilvánító 2018-ban megszünt Magyar Nemzet, valamint a 2003-ban megalapított Hír TV váltak a magyarországi jobboldal legfontosabb médiumává. Ezen médiumok rendszeresen kritizálták az MSZP-SZDSZ kabinetek munkáját (pl. Medgyessy Péter 2002-es ügynökbotránya, vagy Kóka János szabálytalan 2007-es SZDSZ-elnökválasztási kampánya). A Lánchíd Rádióval és a Heti Válasz hetilappal kiegészülő médiaportfólió komoly tájékozódási pontot jelentett a jobboldali szavazók számára. A 2014-es önkormányzati választást követően ezen médiumok egyre élesebben váltak a kormánypolitika támadóivá, így pl. kiemelt helyre kerültek a hírekben a Rogán Antal által vezetett V. kerület gyanús ingatlaneladási ügyei, vagy Kósa Lajos volt debreceni polgármester házügyei. Az eseteket követően Kövér László házelnök a Simicska-médiumokat ellenzékieknek minősítette, és a Fidesz bojkottot hirdetett velük szemben. Ezt követően jelentősen megnőtt ezen médiumokban a Jobbik, az MSZP, valamint a pártokhoz közvetlenül nem köthető személyiségek súlya.